# 西施惠
西施惠（日语： Shizue）是《动物森友会》系列的虚构角色之一，于2012年作品《来吧！动物森友会》中首次登场，原型为西施犬，担任玩家秘书。西施惠获得媒体人正面评价，成为《动物森友会》最知名角色以及事实上的吉祥物。她在《动物森友会》以外的圈子都享有名气，还成为了跨界格斗游戏《任天堂明星大亂鬥 特別版》的玩家角色。

## 在遊戲中的工作
西施惠在《集合啦！動物森友會》中也是公共服務處的職員，與狸貓「狸克」共同掌管島嶼上的事務，而狸克掌管「建築諮詢櫃檯」。她會在玩家進入遊戲時進行「每日廣播」，告知遊戲更新訊息、特殊節慶活動等。在遊戲中，她會坐在狸克身旁的「玩家櫃檯」提供服務，擔任「玩家秘書」。玩家可向她提交島嶼旗幟設計、創作島嶼音樂、詢問島嶼評價，或對特定居民提出投訴，她會連絡該居民，請其改善不當行為。當特定居民被玩家投訴多次之後，會提高其離開島嶼的機率。

## 构思
西施惠是金毛西施犬，日文名为Shizue。《动物森友会》的设计者希望扮演市长的玩家能够至少拒绝西施惠举办庆典的邀约一次，好让他们为这个决定难过。游戏制作人江口胜也及《来吧！动物森友会》监督京极彩都欣赏西施惠，胜也欣赏她笑容可掬、待人亲切，有时还笨笨的。
西施惠在《任天堂明星大亂鬥 特別版》中的形象改编自同为《动物森友会》的角色村民。然而，《大乱斗》系列的监督樱井政博没有把西施惠打造成村民的“回音斗士”（与其他人物略显不同的角色），认为她在《来吧！动物森友会》中的各种动画及她的身材已经建基于角色模型，而非《动物森友会》早期作品中的角色模型。

## 出场
西施惠与她的孪生兄弟西施德于2012年作品《来吧！动物森友会》中首次亮相，在游戏中担任玩家所扮演的小镇市长的秘书，协助玩家完成各种任务。自此，她出现在《动物森友会》系列的各个作品中，包括《动物森友会 快乐之家设计师》、《动物森友会 amiibo节日》、《动物森友会 口袋露营广场》和《集合啦！動物森友會》。
除了《动物森友会》，西施惠还亮相《任天堂明星大乱斗》系列，首次在《任天堂明星大亂鬥3DS/Wii U》中以“輔助模型角色”和“助手奖杯”形式出现，后来于任天堂Switch平台的续作《任天堂明星大亂鬥 特別版》正式成为玩家角色。另外，她以追加下载车手的身份出现在Wii U游戏《瑪利歐賽車8》，以及该作品的任天堂Switch移植版《瑪利歐賽車8 豪華版》中。玩家在《超級瑪利歐創作家》及《怪物猎人4终极版》中可选用西施惠的服装。任天堂还推出了西施惠的Amiibo游戏互动实物手办，其中两款隶属于《动物森友会》生产线，一款隶属于《任天堂明星大乱斗》生产线，五款属于《动物森友会》Amiibo卡片。

### 其他媒体
西施惠曾在《快樂快樂月刊》的一篇单期搞笑漫画中亮相。《动物森友会》的官方Twitter在转移至狸克前，一直以西施惠的名字命名。在西施惠时期，帐号发布的推文用该角色的口吻，提醒玩家注意已发表或即将发行的《动物森友会》作品。

## 评价
西施惠自发行之日便获得普遍正面的评价，实际上已成为《动物森友会》的吉祥物。她被《Polygon》杂志列为2010年代最佳游戏角色，其中作者妮可·卡朋特（Nicole Carpenter）认为她是“纯洁、能帮到人的好友”，“是真正的偶像”。编辑艾米·瓦伦斯（Amy Valens）认为西施惠之所以有现在的人气，是因为她“健康、积极、可爱”。专栏作家纳迪娅·奥克斯福德（Nadia Oxford）赞赏她睿智、无私，“保证会让你的小心心变成咕噜咕噜冒泡的红褐色小水塘”。她觉得，任天堂倾尽全力让她重新游玩《集合吧》，是为了让他们“发布西施惠端坐在沾满蜘蛛网的桌子后面、手肘将一杯咖啡结成冰块的草图”。Kotaku的帕特里夏·埃尔南德斯（Patricia Hernandez）认为西施惠可爱，很让她喜欢，但也表示拿到她的Amiibo卡很难，着实让人沮丧。
GamesRadar的亨利·吉尔伯特（Henry Gilbert）认为西施惠形象可爱，值得信赖，是他最喜欢的《动物森友会》居民。编辑布列塔尼·文森特（Brittany Vincent）认为西施惠是《动物森友会》最可爱的角色。编辑海梅·卡里略（Jaime Carrillo）认为她是游戏中最优秀的助手。作家艾丽什·布朗（Ashley Brown）指出，在《动物森友会》的游戏系统中，各个游戏角色被设计成意识到时间的流逝。她认为西施惠的对白特别能体现这一点，玩家打算删掉城镇时，西施惠会慌张。西施惠时不时会讨论居民及城镇的历史，这在布朗看来是新颖的概念，但可能会造成困扰。玩家们认为西施惠是個双性恋或泛性恋，证据是她明显会不由自主的痴恋于玩家角色，不论性别。
玩家强烈建议西施惠加入《任天堂明星大亂鬥 特別版》。《电子游戏月刊》专栏作者莫里·L·帕特森（Mollie L. Patterson）赞赏官方将她列入《瑪利歐賽車8》。纳迪娅·奥克斯福德认为她是2015年最佳追加下载内容。吉塔·杰克逊（Gita Jackson）认为西施惠是“珍贵的天使”，她在《任天堂明星大乱斗 特别版》中的登场成了她的生日礼物。《Game Informer》的杰克·科克（Jeff Cork）指西施惠是他最喜欢的《任天堂明星大乱斗 特別版》新角色。杰瑞米·帕里什（Jeremy Parish）认为西施惠在她的《任天堂明星大亂鬥 特別版》角色排名中位列第11，认为她是任天堂“最讨人喜欢、忠诚、勤奋”。西施惠还是《瑪利歐賽車8 豪華版》中最受欢迎的角色。Paste Magazine的哈莉·格林（Holly Green）觉得西施惠是她最喜欢的《任天堂明星大乱斗 特別版》新角色，虽然她称赞她的钓竿攻击，但也表示不喜欢她的某些举动，同为该杂志作者的娜塔莉亚·弗洛雷斯（Natalie Flores）认为她是《任天堂明星大亂鬥》中最可爱的角色。IGN的汤姆·馬克斯（Tom Marks）认为西施惠“奇妙”，“魅力十足”，但批评她和“村民”过于相似。

## 销售及推广
《动物森友会》的官方Twitter一度以西施惠的口吻发表推文，直到《集合啦！动物森友会》发行后以狸克的口吻发推。然而，2020年7月，Twitter再度改为西施惠拥有。西施惠在《动物森友会》品牌的Amiibo卡中有两种款式，为《动物森友会：amiibo节日》的发行而生产，两者的服装有所不同。她在《明星大乱斗》中形象的Amiibo卡则在2019年公布。西施惠的卡片一经推出便售罄，这让专栏作家克里斯·卡特（Chris Carter）非常惊讶，他指出其他的《动物森友会》Amiibo销量低迷。
新任天堂3DS的玩家可将机器的出厂外盖换成西施惠版外盖。Good Smile推出西施惠的黏土人手办。三麗鷗和《动物森友会》举行合作宣传活动，在为活动定制的游戏菜单中，Hello Kitty和西施惠在卡车中出现。LINE推出了多款西施惠表情包贴图。